# T. L. Thorpe Building
El T. L. Thorpe Building fue un edificio comercial histórico ubicado en 19 Traction Street en Mánchester, en el estado de Nuevo Hampshire (Estados Unidos). Se agregó al Registro Nacional de Lugares Históricos en 1982.
El edificio fue construido hacia 1881 y recibió su nombre de Thomas L. Thorpe, un comerciante textil, que tenía una oficina en el piso de arriba. El primer piso estaba ocupado por un distribuidor de mercancías. Las fotografías del edificio, que fue demolido en 1982, fueron tomadas por la Encuesta de Edificios Históricos Estadounidenses hacia 1933.
La propiedad fue retirada del NRHP en 1999. El sitio anterior del edificio es de aproximadamente 152 m al oeste de la actual SNHU Arena .